# Guatemala op de Olympische Zomerspelen 2024
Guatemala nam deel aan de Olympische Zomerspelen 2024 in Parijs.

## Medailleoverzicht
| Medaille | Naam             | Sport       | Onderdeel | Datum        |
| -------- | ---------------- | ----------- | --------- | ------------ |
| Goud     | Adriana Ruano    | Schietsport | Trap (v)  | 31 juli 2024 |
|          |                  |             |           |              |
| Brons    | Jean Pierre Brol | Schietsport | Trap (m)  | 30 juli 2024 |

## Aantal deelnemers
Hieronder volgt een overzicht van de atleten die zich kwalificeerden voor de Olympische Zomerspelen van 2024.
| Sport            | Mannen | Vrouwen | Totaal |
| ---------------- | ------ | ------- | ------ |
| Atletiek         | 4      | 1       | 5      |
| Badminton        | 1      | 0       | 1      |
| Judo             | 0      | 1       | 1      |
| Moderne vijfkamp | 1      | 1       | 2      |
| Schietsport      | 2      | 2       | 4      |
| Zeilen           | 1      | 0       | 1      |
| Zwemmen          | 1      | 1       | 2      |
| Totaal           | 10     | 6       | 16     |

## Deelnemers en resultaten

### Atletiek

#### Loopnummers
Mannen
| atleet                  | onderdeel         | series   | series | herkansingen | herkansingen | halve finale | halve finale | finale         | finale         |
| atleet                  | onderdeel         | tijd     | rang   | tijd         | rang         | tijd         | rang         | tijd           | rang           |
| ----------------------- | ----------------- | -------- | ------ | ------------ | ------------ | ------------ | ------------ | -------------- | -------------- |
| Luis Grijalva           | 5000 m            | 13.58,81 | 16     | n.v.t.       | n.v.t.       | n.v.t.       | n.v.t.       | niet geplaatst | niet geplaatst |
| Alberto González Mindez | marathon          | n.v.t.   | n.v.t. | n.v.t.       | n.v.t.       | n.v.t.       | n.v.t.       | 2.22.12 SB     | 66             |
| José Alejandro Barrondo | 20km snelwandelen | n.v.t.   | n.v.t. | n.v.t.       | n.v.t.       | n.v.t.       | n.v.t.       | 1.24.17        | 38             |
| Érick Barrondo          | 20km snelwandelen | n.v.t.   | n.v.t. | n.v.t.       | n.v.t.       | n.v.t.       | n.v.t.       | 1.26.19        | 43             |

Vrouwen
| atlete            | onderdeel | voorronde | voorronde | series | series | herkansingen | herkansingen | halve finale   | halve finale   | finale         | finale         |
| atlete            | onderdeel | tijd      | rang      | tijd   | rang   | tijd         | rang         | tijd           | rang           | tijd           | rang           |
| ----------------- | --------- | --------- | --------- | ------ | ------ | ------------ | ------------ | -------------- | -------------- | -------------- | -------------- |
| Mariandrée Chacón | 100 m     | 11,90     | 3 Q       | 12,06  | 9      | n.v.t.       | n.v.t.       | niet geplaatst | niet geplaatst | niet geplaatst | niet geplaatst |

### Badminton
Mannen
| atleet       | onderdeel | groepsfase           | groepsfase           | groepsfase           | groepsfase | eliminatie           | kwartfinale          | halve finale         | finale / BM          | finale / BM    |
| atleet       | onderdeel | tegenstander uitslag | tegenstander uitslag | tegenstander uitslag | rang       | tegenstander uitslag | tegenstander uitslag | tegenstander uitslag | tegenstander uitslag | rang           |
| ------------ | --------- | -------------------- | -------------------- | -------------------- | ---------- | -------------------- | -------------------- | -------------------- | -------------------- | -------------- |
| Kevin Cordón | enkelspel | Sen V 0 - 2          | Christie V forfait   | Carragi V forfait    | 4          | niet geplaatst       | niet geplaatst       | niet geplaatst       | niet geplaatst       | niet geplaatst |

### Judo
Vrouwen
| atlete           | onderdeel | eerste ronde         | tweede ronde         | derde ronde          | kwartfinale          | halve finale         | herkansing           | finale / BM          | finale / BM    |
| atlete           | onderdeel | tegenstander uitslag | tegenstander uitslag | tegenstander uitslag | tegenstander uitslag | tegenstander uitslag | tegenstander uitslag | tegenstander uitslag | rang           |
| ---------------- | --------- | -------------------- | -------------------- | -------------------- | -------------------- | -------------------- | -------------------- | -------------------- | -------------- |
| Jacqueline Solis | −48 kg    | n.v.t.               | Whitebooi V 01 - 10  | niet geplaatst       | niet geplaatst       | niet geplaatst       | niet geplaatst       | niet geplaatst       | niet geplaatst |

### Moderne vijfkamp
Mannen
| atleet           | onderdeel | onderdeel    | schermen (degen) | schermen (degen) | schermen (degen) | schermen (degen) | zwemmen (200 m vrije slag) | zwemmen (200 m vrije slag) | zwemmen (200 m vrije slag) | paardrijden (springen) | paardrijden (springen) | paardrijden (springen) | combinatie: schieten/lopen (10 m luchtpistool)/(3200 m) | combinatie: schieten/lopen (10 m luchtpistool)/(3200 m) | combinatie: schieten/lopen (10 m luchtpistool)/(3200 m) | totaal punten  | rang           |
| atleet           | onderdeel | onderdeel    | RR               | BR               | rang             | punten           | tijd                       | rang                       | punten                     | strafpunten            | rang                   | punten                 | tijd                                                    | rang                                                    | punten                                                  | totaal punten  | rang           |
| ---------------- | --------- | ------------ | ---------------- | ---------------- | ---------------- | ---------------- | -------------------------- | -------------------------- | -------------------------- | ---------------------- | ---------------------- | ---------------------- | ------------------------------------------------------- | ------------------------------------------------------- | ------------------------------------------------------- | -------------- | -------------- |
| Andres Fernandez | mannen    | halve finale |                  | 0                | 14               | 200              | 1.59,23                    | 2                          | 312                        | 14                     | 13                     | 286                    | 10.36,88                                                | 14                                                      | 664                                                     | 1462           | 13             |
| Andres Fernandez | mannen    | finale       | niet geplaatst   | niet geplaatst   | niet geplaatst   | niet geplaatst   | niet geplaatst             | niet geplaatst             | niet geplaatst             | niet geplaatst         | niet geplaatst         | niet geplaatst         | niet geplaatst                                          | niet geplaatst                                          | niet geplaatst                                          | niet geplaatst | niet geplaatst |
| Sophia Hernández | vrouwen   | halve finale |                  | 2                | 13               | 202              | 2.22,83                    | 16                         | 265                        | 7                      | 11                     | 293                    | 12.45,04                                                | 16                                                      | 535                                                     | 1295           | 16             |
| Sophia Hernández | vrouwen   | finale       | niet geplaatst   | niet geplaatst   | niet geplaatst   | niet geplaatst   | niet geplaatst             | niet geplaatst             | niet geplaatst             | niet geplaatst         | niet geplaatst         | niet geplaatst         | niet geplaatst                                          | niet geplaatst                                          | niet geplaatst                                          | niet geplaatst | niet geplaatst |

### Schietsport
Mannen
| atleet             | onderdeel | kwalificaties | kwalificaties | finale         | finale         |
| atleet             | onderdeel | punten        | rang          | punten         | rang           |
| ------------------ | --------- | ------------- | ------------- | -------------- | -------------- |
| Sebastián Bermúdez | skeet     | 117           | 21            | niet geplaatst | niet geplaatst |
| Jean Pierre Brol   | trap      | 122           | 5 Q           | 35             | Brons          |

Vrouwen
| atlete        | onderdeel | kwalificaties | kwalificaties | finale         | finale         |
| atlete        | onderdeel | punten        | rang          | punten         | rang           |
| ------------- | --------- | ------------- | ------------- | -------------- | -------------- |
| Adriana Ruano | trap      | 122           | 3 Q           | 45 OR          | Goud           |
| Waleska Soto  | trap      | 115           | 19            | niet geplaatst | niet geplaatst |

### Zeilen
Mannen
| atlete              | onderdeel | race | race | race | race | race | race | race | race | race        | race        | race   | race   | race           | netto punten | eindnotering |
| atlete              | onderdeel | 1    | 2    | 3    | 4    | 5    | 6    | 7    | 8    | 9           | 10          | 11     | 12     | M              | netto punten | eindnotering |
| ------------------- | --------- | ---- | ---- | ---- | ---- | ---- | ---- | ---- | ---- | ----------- | ----------- | ------ | ------ | -------------- | ------------ | ------------ |
| Juan Ignacio Maegli | ILCA 7    | 21   | 22   | 8    | 3    | 9    | 33   | 44   | 15   | geannuleerd | geannuleerd | n.v.t. | n.v.t. | niet geplaatst | 111          | 16           |

### Zwemmen
Mannen
| atleet         | onderdeel        | series  | series | halve finale   | halve finale   | finale         | finale         |
| atleet         | onderdeel        | tijd    | rang   | tijd           | rang           | tijd           | rang           |
| -------------- | ---------------- | ------- | ------ | -------------- | -------------- | -------------- | -------------- |
| Erick Gordillo | 200 m wisselslag | 2.02,24 | 18     | niet geplaatst | niet geplaatst | niet geplaatst | niet geplaatst |

Vrouwen
| atlete       | onderdeel     | series  | series | halve finale   | halve finale   | finale         | finale         |
| atlete       | onderdeel     | tijd    | rang   | tijd           | rang           | tijd           | rang           |
| ------------ | ------------- | ------- | ------ | -------------- | -------------- | -------------- | -------------- |
| Lucero Mejía | 100 m rugslag | 1.03,42 | 28     | niet geplaatst | niet geplaatst | niet geplaatst | niet geplaatst |